# 安部紀克
安部 紀克（あべ よしかつ、1992年〈平成4年〉6月12日 - ）は、日本のお笑い芸人。お笑いコンビ納言のツッコミ担当（コントではボケ担当）、立ち位置は向かって左。

## 来歴
- 埼玉県立川口高等学校卒業。
- 2013年3月、東京アナウンス学院卒業[1]。
- かつては、とみやん（本名:富田 瑞基〈とみた みずき〉、現・さんぽ）とコンビ「すとろんぐカラ〜」でライブを中心に活動していたが、2016年11月に解散[1][2]。すとろんぐカラ〜時代に、東京アナウンス学院同期の3LDK[注 1]・どんぐりたけし・わたなべるんるんと共にユニットライブ「しゅけもく」を行っていた。
- 2017年1月、当時ピン芸人だった薄幸を誘い納言を結成。
- 2021年、「安部紀克1st写真集『期待値』」を自費出版した[3]。

## 人物
- 埼玉県川口市出身[1]。身長169cm、血液型A型[1]。趣味はウインドウショッピング[1]。
- 芸人を目指したきっかけはM-1グランプリ2008で敗者復活から準優勝したオードリーに憧れたこと[4]。
- 童貞[5]。デートやキスの経験もなく、相方を性的な目で見たこともない。初体験の理想は処女で痴女[6]。
- 自分のアピールポイントについて「悪いことがあっても、全く引きずらないところ」と話していたことがあるが、それに対し薄に「仕事で大失敗しても、ご機嫌なのが本当にむかつく」と言われたことがある[7]。
- 薄に比べ「特徴がない」「じゃない方」と言われることが多い。しかし、本人は「じゃない方」扱いに対して何の不満も持っていない[8]。
- 街中で気づかれる、声をかけられるといった経験が一度もない。本人曰く、眼鏡がないから気づかれない。（普段は眼鏡をかけていない）[8]
- 「内村さまぁ〜ず THE SECOND」に出演した際、内村光良やさまぁ〜ずから「一発で嫌われる素質がある」「売れる可能性のあるイライラ感」と言われた[8]。
- 薄にコンビ結成を持ちかけた際に1度断られたが、それでも諦めずLINEで薄と組んだ体でのネタを8本送った。その結果、薄から「とりあえず、お試しで」と言われ結成[8]。
- 薄曰く、コンビ結成前の安部の印象は「何を考えているんだかわからない奴」だった[8]。
- 初恋の相手は元AKB48の小嶋陽菜で、小嶋について「めちゃめちゃきれいでかわいい。歌もうまいし、ダンスも味があるというか…。一言では語れないですけど10代の全て」と語っている。高校時代は週5でアルバイトをして金を稼ぎ、小嶋のポスターやグッズに総額100万円ほどつぎ込んだ[9]。
- 結成当初はネタを全て作っていた[4]。
- ウエストランド井口と家が近いため、たびたび食事などを共にする[10]。

## 出演
- くりぃむナンチャラ（テレビ朝日、2018年7月3日・7月10日）
- 月ともぐら（テレビ東京、2023年7月14日・7月21日）[11]